# Людська ситуація
Людська ситуація або Людська умова (фр. La Condition humaine, англ. Human condition) — міждисциплінарне поняття, яке описує умови людського існування. Включає такі характеристики, ключові події та ситуації, як народження, дорослішання, емоційність, прагнення, конфлікти та смерть. Людська ситуація відображає стан невпорядкованості та фізичної безглуздості людини в спробах усунути занепокоєння, пов'язане з пошуком сенсу життя, неминучістю ізоляції й, зрештою, смерті. Термін відображає абсолютну фізичну залежність розуму від тіла, в той час як розум має ілюзії влади над тілом і навколишнім середовищем. Людська ситуація найбільш виразна в моменти ослаблення або руйнування цих ілюзій під дією зовнішніх чинників, наприклад, хвороб, інвалідності, катастроф, насильства, позбавлення волі й т. д. Позитивна емоційна сторона людських умов характеризується моментами ейфорії, всепоглинаючої любові та ілюзії злиття зі світом.
Людська ситуація розглядається в релігії, філософії, історії, мистецтві, літературі, психології. Її можна розглядати як характеристику сумбурної або упорядкованої культурою взаємодії із зовнішнім світом і самим собою. Вона принципово відрізняється від несвідомого стану тваринного, якого не терзають проблеми самовизначення, обмеженості тіла, соціальних ролей і т. д. Універсальність поняття людської ситуації пояснюється незалежністю екзистенціальної психологічної напруги від культури, раси, статі й т. д. Людська умова може розглядатися як фундаментальне джерело виникнення релігій і мистецтва. У цьому ключі вони є спробами інтелектуальної вирішеності глобальної невизначеності людини та людства.
Раннє використання терміна датується 1933 роком — книга Андре Мальро «La Condition humaine» і однойменна картина художника Рене Магрітта «Умови людського існування». У сучасній філософії проблема людської ситуації знаходиться в центрі уваги Мартіна Хайдегера, Теодора Адорно, Ханни Арендт, Ролана Барта, Еріха Фромма, Джорджо Агамбена і ін. Людська ситуація є однією з тем психологічних і антропологічних досліджень, наприклад, книги Ернеста Беккера «Заперечення смерті», а також течій в мистецтві, простежується у творах Френсіса Бекона і Дем'єна Херста. У кінематографі спробами дослідження є драма Ларса Фон Трієра « Меланхолія» і фільм Терренса Маліка «Древо життя».